# Jean Flahaut
Jean Marius Flahaut (* 19. März 1922 in Champigny-sur-Marne; † 5. Oktober 2015 in Sceaux) war ein französischer Pharmakologe und Hochschullehrer.

## Leben
Jean Flahaut wurde am 19. März 1922 in Champigny-sur-Marne geboren. Bei der Wahl seines Studiums folgte er dem Rat seines Vaters und entschied sich für den pharmazeutischen Bereich, obwohl er sich mehr für mathematische und ingenieurwissenschaftliche Themen interessierte. Schließlich besuchte er neben seinem Pharmaziestudium die Faculté des sciences de Paris. 1943 erlangte er einen Abschluss in allgemeiner Mathematik und 1944 einen Abschluss in allgemeiner Chemie.
Im Jahr 1945 betreute Flahaut die praktischen Arbeiten in einem Labor der Fakultät für Pharmazie in Paris. Im folgenden Jahr war er als Praktikant am Centre national de la recherche scientifique (CNRS) tätig. 1947 erlangte er Abschlüsse in allgemeiner Physik und rationaler Mechanik. Anschließend war er bis 1950 wissenschaftlicher Mitarbeiter am CNRS, ehe er Assistent für praktische Arbeiten in den Bereichen Chemie und Physik wurde. Im Dezember 1951 promovierte er und behielt seine Stelle als Assistent noch bis 1955. In jenem Jahr bestand er die Agrégation in Pharmazie. Er wurde Maître de conférences für Allgemeine Chemie und Mineralchemie (Anorganische Chemie), 1960 außerordentlicher Professor und 1962 ordentlicher Professor.
Flahaut war von März 1976 bis Februar 1982 Vizepräsident der Universität Paris V. Im Rahmen seiner wissenschaftlichen Tätigkeit und im Zuge von Lehraufträgen besuchte er zwischen 1967 und 1985 Brasilien, Kanada, die Volksrepublik China (Peking, Shanghai, Guangzhou, Changchun), die Elfenbeinküste, Obervolta, Israel, Italien (Rom), Russland (Leningrad) Senegal, Togo, Vietnam und Zaire (Kinshasa).
Daneben war Flahaut von 1958 bis 1974 Forschungsdirektor des Nationalen Labors für öffentliche Gesundheit und von 1967 bis 1973 Leiter des CNRS-Forschungsteams Nr. 26. Von 1973 bis 1985 leitete er das mit dem CNRS verbundene Labor Nr. 200 „Mineral- und Strukturchemie“. Sein Forschungsschwerpunkt lag im Bereich der Chemie, Struktur und der physikalischen Eigenschaften von binären oder ternären Schwefel-, Selen- und Tellurverbindungen. Er publizierte insbesondere über Kohlenstoff und Thorium (1960), die Metalle der Seltenen Erden (1969) und Gallium (1981).
Im September 1988 wurde Flahaut emeritiert. Er war von 1992 bis zu seinem Tod Vorsitzender der Gesellschaft für die Geschichte der Pharmazie. Jean Flahaut starb am 5. Oktober 2015, seine Beerdigung fand am 12. Oktober auf dem Friedhof von Sceaux statt.

## Ehrungen
Jean Flahaut wurde 1983 korrespondierendes Mitglied der Académie des sciences und 1984 Mitglied der Académie nationale de médecine. Er erhielt 1960 den Jean-Baptiste-Dumas-Preis und die Berthelot-Medaille der Académie des sciences, 1970 den Buignet-Preis der Académie nationale de médecine und 1972 den Raymond-Berr-Preis der Société Chimique de France. Flahaut wurde 1962 Ritter des Ordens für Verdienste um das Gesundheitswesen, 1962 Ritter des Ordre des Palmes Académiques, 1966 Ritter des Ordre national du Mérite, 1967 Offizier des Ordre des Palmes Académiques, 1977 Ritter und 1990 Offizier der Ehrenlegion.

## Publikationen
- Contribution à l'étude du sulfure d'aluminium et des thioaluminates. Masson, 1952 (französisch).
- Les hautes températures. In: Diagrammes. Nr. 91, September 1964 (französisch).
- mit Louis Domange: Précis de chimie générale et de chimie minérale. In: Précis de pharmacie. Masson, 1964 (französisch).
- Les Éléments Des Terres Rares. In: Monographies de Chimie. Masson et Cie, 1969 (französisch).
- mit Pierre de La Bretèque: Progrès récents dans la connaissance des combinaisons du gallium avec les éléments bivalents: oxygène, soufre, sélénium, tellure (groupe VI A). In: Monographies sur le Gallium. Alusuisse France, 1981, ISBN 978-2-901080-15-2 (französisch).
- Lavoisier et les pharmaciens parisiens de son temps. In: Revue d'histoire de la pharmacie. Band 83, Nr. 307, 1995, S. 349–360 (französisch).
- Charles-Louis Cadet de Gassicourt 1769–1821. Bâtard royal, pharmacien de l'empereur. In: Bicentenaire de l'épopée impériale. Éditions historiques Teissèdre, 2001, ISBN 978-2-912259-60-8 (französisch).
- mit Marie-Jeanne Rousselet: Éventails en pharmacie. Pharmathèmes, Paris 2001 (französisch).
- Les Derosne, pharmaciens parisiens, de 1779 à 1855. In: Revue d'histoire de la pharmacie. Band 93, Nr. 346, 2005, S. 221–234 (französisch).